# Uhland
Uhland is een plaats (city) in de Amerikaanse staat Texas, en valt bestuurlijk gezien onder Caldwell County en Hays County.

## Demografie
Bij de volkstelling in 2000 werd het aantal inwoners vastgesteld op 386.
In 2006 is het aantal inwoners door het United States Census Bureau geschat op 422, een stijging van 36 (9,3%).

## Geografie
Volgens het United States Census Bureau beslaat de plaats een oppervlakte van
4,7 km², geheel bestaande uit land. Uhland ligt op ongeveer 171 m boven zeeniveau.

## Plaatsen in de nabije omgeving
De onderstaande figuur toont nabijgelegen plaatsen in een straal van 16 km rond Uhland.